# EWF-Biathlon-Arena
Koordinaten: 51° 16′ 28,3″ N, 8° 38′ 8,6″ O

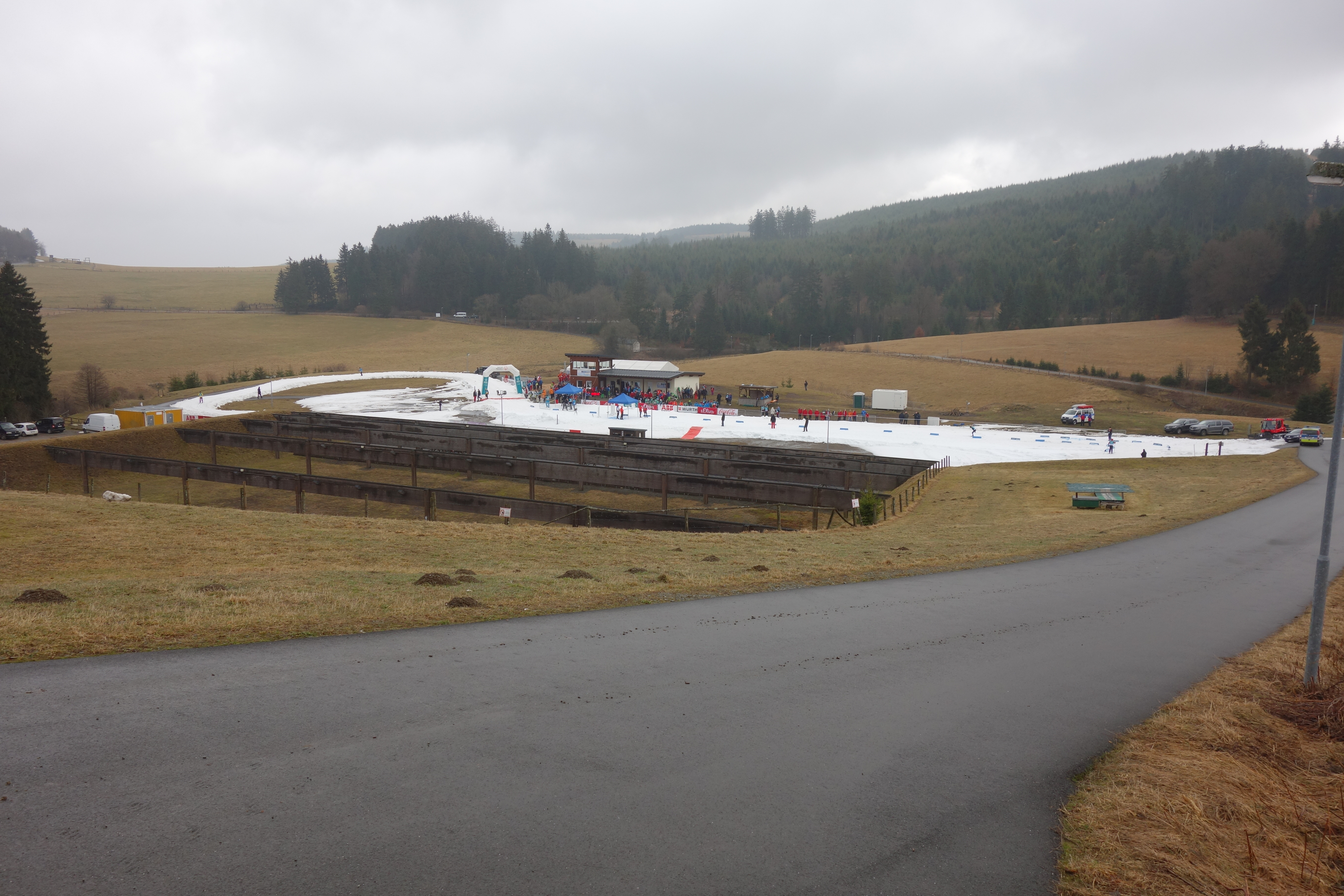
EWF-Biathlon-Arena bei den Special Olympics Willingen 2017

Die EWF-Biathlon-Arena ist ein Biathlonstadion im Gemeindegebiet von Willingen im hessischen Teil des Rothaargebirges.

## Geschichte
Im Jahr 1997 wurde eine 2,5 km lange asphaltierte und beleuchtete Skirollerstrecke gebaut, um Biathleten und Langläufern im Sommer und im Winter wetter- und tageszeitunabhängig optimale Trainingsmöglichkeiten zu bieten. 2001 wurde die Anlage um einen Schießstand mit 15 Schießbahnen für Kleinkaliber ergänzt. Um das Stadion auch für Wettkämpfe nutzen zu können, wurde der Schießstand 2007 um weitere zehn Schießbahnen erweitert und ein Funktionsgebäude errichtet. Dieses ist mit einem Lagerraum, sanitären Einrichtungen und Umkleidekabinen ausgestattet und bietet zudem Platz für Mannschaftsbesprechungen und die Kampfrichter, die durch großzügige Verglasung einen guten Blick auf die Strecke und das Wettkampfgeschehen haben. 2009 wurde eine Beschneiungsanlage errichtet, die für die gesamte Strecke Kunstschnee zur Verfügung stellen kann. Das Wasser wird aus dem eigens angelegten Reservoir entnommen.

## Daten

### Lage
Die EWF-Biathlon-Arena befindet sich auf dem Gebiet der hessischen Gemeinde Willingen, nur wenige Kilometer von der Grenze zu Nordrhein-Westfalen entfernt. Unweit der Arena befindet sich das Skigebiet Willingen sowie – auf der anderen Seite des Musenbergs – die Mühlenkopfschanze, auf der regelmäßig Wettkämpfe im Rahmen des Skisprung-Weltcups durchgeführt werden. Das Stadion liegt auf einer Höhe von etwa 650 m.

### Ausstattung
Die Biathlon-Arena verfügt über eine 2,5 km asphaltierte Skirollerstrecke, die vollständig mit Flutlicht ausgeleuchtet werden kann. Eine Beschneiungsanlage sorgt auch in schneearmen Wintern für Schneesicherheit, in Verbindung mit der Skirollerstrecke kann die Anlage deshalb das ganze Jahr über für Training und Wettkämpfe genutzt werden. Der Schießstand erfüllt zwar mit 25 Schießbahnen nicht die Anforderungen der IBU für die Veranstaltungen im Rahmen des Biathlon-Weltcups, ist jedoch ausreichend für die Ausrichtung von regionalen und nationalen Wettkämpfen. Das Funktionsgebäude bietet neben sanitären Anlagen und Umkleidekabinen auch Platz für Mannschaftsbesprechungen und die Kampfrichter.

## Veranstaltungen
Die größte Veranstaltung in der EWF-Biathlon-Arena war bisher die Deutsche Meisterschaft, die Willingen im September 2010 gemeinsam mit Oberhof in Thüringen ausrichtete. Während der Special Olympics Deutschland Winterspiele 2017 fanden von 6. bis 9. März 2017 in der Arena die Wettbewerbe im Langlaufen statt.
Ansonsten finden dort meist nur regionale Rennen und Rennen im Nachwuchsbereich statt.